# نيكولاس فارغاس
نيكولاس فارغاس (بالإسبانية: Nicolás Vargas Romero)‏ (15 سبتمبر 1992 في تشيلي - ) هو لاعب كرة قدم تشيلي في مركز الدفاع. لعب مع نادي أوهيجينس وA.C. Barnechea ‏.

## وصلات خارجية
- نيكولاس فارغاس على موقع قاعدة بيانات كرة القدم.إي يو (الإنجليزية)
- نيكولاس فارغاس على موقع Soccerway.com (الإنجليزية)